# 旺奇斯 (北卡羅萊納州)
旺奇斯（英語：Wanchese）是位於美國北卡羅萊納州戴爾縣的普查規定居民點。

## 人口
根據2020年美國人口普查的數據，旺奇斯的面積為12.20平方千米，當中陸地面積為12.08平方千米，而水域面積為0.11平方千米。當地共有人口1522人，而人口密度為每平方千米124.75人。